# Делагарди, Хедвиг Катарина (1732–1800)
Хедвиг Катарина Делагарди (Де ла Гарди) (швед. Hedvig Catharina De la Gardie, в замужестве von Fersen; 1732—1800) — шведская дворянка, графиня.

## Биография
Родилась 20 мая 1732 года в Стокгольме в семье графа Магнуса Делагарди и его жены графини Хедвиг Делагарди, была полной тёзкой матери.
В 1752 году Хедвиг Катарина вышла замуж за графа Фредерика Акселя фон Ферзена. Делагарди была наследницей замка Lövstad Castle;и ее брак укрепил социальное и экономическое положение ее супруга. Благодаря этому браку она стала матриархом одной из самых влиятельных знатных семей в Швеции.
По слухам того времени, наследный принц (будущий король Швеции Густав III) влюбился в нее в 1760-х годах. После 1772 года, когда Хедвиг Катарина была назначена риксродом (государственным советником; riksrådinna — эквивалент слова женского рода), она получила очень высокий статус и была близким другом Густава III в течение его первых лет правления.
В 1774 году Хедвиг Катарине было поручено Густавом III встретить невесту своего брата принца Карла — Гедвигу Гольштейн-Готторпскую — по ее прибытии в Швецию. Фон Ферзен уехала в Висмар (Шведская Померания) со свитой, в которой находились четыре специально назначенных дамы, двое придворных мужчин и ее собственная дочь Ева Софи фон Ферзен. После прибытия в Швецию Хедвиг Катарина была организатором быта невесты. Гедвига Гольштейн-Готторпская познакомилась Евой Софи и оставалась тесно связанной с семьей фон Ферзен.
Отношения между Хедвиг Катариной фон Ферзен и Густавом III были нарушены во время придворного скандала в феврале 1777 года, когда случился конфликт с Евой Софи фон Ферзен в репетиции балета Le carneval de Venice, вызванный путаницей с платьем Евы Софи. Скандал был улажен только вмешательством принцессы Гольштейн-Готторпской, но отношения семьи фон Ферзен и королевского дома стали напряжёнными.
Супруги фон Ферзен участвовали в строительстве новой церкви в приходе Ljungs socken в провинции Эстергётланд. Муж умер в 1794 году до окончания строительства церкви. Хедвиг Катарина в 1796 году заложила коробку с монетами того времени в память о потомстве в алтаре церкви. Она умерла 24 апреля 1800 года в Стокгольме и была похоронена в этой же церкви.
Дети, родившиеся в семье Хедвиг Катарины и Риксрода фон Ферзена:
- Хедвиг Элеонора фон Ферзен (1753—1792),
- Ханс Аксель фон Ферзен (1755—1810),
- Ева Софи фон Ферзен (1757—1816),
- Фабиан Райнхолд фон Ферзен[швед.] (1762—1818).